# Ajin
Ajin ili Ayn (עין) je 13. Slovo hebrejskog pisma i ima brojčanu vrijednost od 70.
Na staro-hebrejskom jeziku slovo Ajin je bio grleni glas koji je imako sličan zvuk kao podrigavanje, danas taj zvuk samo još koriste Židovi iz Jemena.  Današnji zvuk Ajin-a je isti kao kod slova Alef.

## Povijest
Hebrejsko slovo Ajin ima istu povijesnu pozadinu kao feničko slovo Ajin, koje je bilo stilizirana slika oka s točkom u sredini.  Iz tog suglasnika je nastalo grčki samoglasnik Omikron, od kojeg je nastalo grčko slovo Omega i latinsko slovo O.

## Primjeri
- עשו 'eśāw: Ezav
- עזה 'Asah: Gaza

## Šifra znaka
|          | Unikod | Unikod                         | HTML     | HTML | izgled ovisi o pregledniku | poveznice (engl.)                |
| k. točka | naziv  | kod                            | entitet  |      | izgled ovisi o pregledniku | poveznice (engl.)                |
| -------- | ------ | ------------------------------ | -------- | ---- | -------------------------- | -------------------------------- |
| slovo ע  | U+05e2 | HEBREW LETTER AYIN             | &#x05e2; | nema | ע                          | detaljni podaci test preglednika |
| slovo ﬠ  | U+fb20 | HEBREW LETTER ALTERNATIVE AYIN | &#xfb20; | nema | ﬠ                          | detaljni podaci test preglednika |

U standardu ISO 8859-8 simbol ima kod 0xf2.